# Lafajetowo
Lafajetowo – wieś w Polsce położona w województwie wielkopolskim, w powiecie gostyńskim, w gminie Piaski, w sołectwie Lipie.
W latach 1975–1998 miejscowość położona była w województwie leszczyńskim.
Nazwa wsi pochodzi od nazwiska napoleońskiego generała Marie Joseph de La Fayette’a, który zatrzymał się tu podczas kampanii Bonapartego na wschód Europy.